# ホステス・ガウン
ホステス・ガウンは、非公式に親しい友人などを自宅に招いたときに、接待側の女性主人（ホステス）が着る長上着。客に対して失礼にならない程度にくつろいだ雰囲気の自由なものであり、また客より控えめで誇張の無いデザインが好まれる。

## 参考資料
- 文化出版局 編『服飾辞典』文化出版局、1979年。ISBN 978-4579500123。